# Pilot (Scream Queens)
Pilot (en español: Piloto) es el primer episodio de la primera temporada de la serie de comedia de terror, Scream Queens, y el primero en general de la serie. Su estreno estaba programado para el 22 de septiembre de 2015 en televisión en Estados Unidos por Fox, pero debutó por primera vez en julio en la Comic-Con 2015. Fue seguido de Hell Week, el segundo episodio de la serie, en un especial de dos horas.

## Sinopsis
Grace Gardner llega a la Universidad Wallace y se une a la hermandad de chicas Kappa Kappa Tau (KKT) junto con su amiga Zayday, liderada por la chica más popular y malvada del campus, Chanel Oberlin y sus secuaces. La decana Munsch le exige a Chanel aceptar a toda chica que quiera entrar a la hermandad, lo cual es una pesadilla para Chanel. Pronto, las chicas de KKT son atormentadas por un asesino en serie vestido del traje de la mascota de la universidad, buscando venganza por eventos que ocurrieron veinte años atrás.

## Trama
Durante un flashback del año 1995, en una fiesta en la casa de Kappa Kappa Tau, Amy Meyer, Bethany, Coco y Mandy encuentran a Sophia tumbada en una bañera en el baño, con sangre y un bebé en sus manos. En lugar de ayudarle, todas ellas, excepto Amy, salen por ir a bailar la canción "Waterfalls" de TLC en la fiesta. Cuando las hermanas regresan, se sorprenden al encontrar el cuerpo de Sophia sin vida.
En el día de hoy, es un nuevo ciclo escolar en la Universidad de Wallace, pero este año Dean Cathy Munsch no permitirá que Kappa tenga el mismo sistema que lleva actualmente. La decana pide a Chanel Oberlin, la ahora presidente de Kappa y la chica más mala de la universidad, para ir a su oficina. Allí, Cathy dice a Chanel que ella piensa que ella fue quien hirió a la anterior presidente de Kappa, Melanie Dorkus, pero Chanel lo niega rotundamente. Munsch dice que ella va a manejara Kappa por este año, empezando por la revocación de su estatuto. Justo en ese momento, Gigi Caldwell, presidente del Capítulo Nacional de Kappa Kappa Tau y un abogado, entra y dice que ella no está autorizada a revocar tal mandato. Chanel luego amenaza a Cathy y se va. La decana le dice a Gigi que Kappa no lo tendrá fácil este año y Gigi le cuenta a Cathy que tiene una sugerencia.
Es el primer día de Grace Gardner en la universidad, y su padre, Wes se la lleva en su auto a la universidad. Se puso de manifiesto que la mamá de Grace murió cuando ella tenía dos años. Wes pide a Grace de no unirse a una hermandad de mujeres, pero ella quiere sentirse más cerca de su madre, que era parte de Kappa. Ella convence a su compañera de habitación y nueva mejor amiga Zayday a unirse a la hermandad Kappa con ella.
En la fiesta de "Rush Kappa", Cathy hace el anuncio de que se requerirá que Kappa deberá aceptar cualquier persona que quiere convertirse en una solicitante. Impresionadas por la sorpresiva noticia, todo el mundo sale a excepción de unos pocos. Chanel está más que enfadada para ver las nuevas solicitantes. A continuación, se presentan Hester, Tiffany, y Sam. Dean Munsch a continuación presenta a las Chanels a Jennifer, otra nueva novata que aterroriza Chanel con su afición a las velas.
Al día siguiente, Chanel va a hablar con su novio Chad Radwell, presidente de la Fraternidad Dickie Dollar Scholars, sobre lo que pasó en la fiesta. Él le dice que él va a romper con ella si su popularidad disminuye por tener inadaptadas en su hermandad de mujeres, y su mejor amigo Boone apoya su decisión. Esto hace Chanel a hacer un plan para asustar a las otras chicas para que dejen la hermandad Kappa.
Chanel le dice a la ama de llaves de Kappa, Sra. Bean que la va a quemar la cara ahogándola en una freidora. Chanel a continuación, explica que no va a ser de verdad, sólo es una broma y que el aceite no estará caliente, ya que estará apagada la máquina. "At The Grind", Pete Martínez, el barista, conoce a Grace y le advierte sobre Kappa, diciendo que es una casa peligrosa. Chanel interrumpe su conversación y le dice a Grace que Pete se puso un poco demasiado obsesionado con ella el año pasado y que ella tuvo que conseguir una orden de restricción en su contra.
Pete explica que él era un estudiante de primer año con un gran enamoramiento hacia ella, y luego acusa a Chanel de forma intencionada que lo logró sucesivamente. Después de Chanel #2, Chanel #3, y Chanel #5 encuentran un "collage espeluznante" de la cara de Chanel en la habitación de la Sra. Bean, Chanel decide que es hora de asustar a los novatas. Sin saber que la freidora está encendida, Chanel quema el rostro de la señora Bean de verdad, lo que la hace morir al instante. Todo el mundo empieza a gritar y Grace sale de allí con la intención de llamar a la policía. Chanel soborna a las otras chicas, excepto Zayday, con un viaje a Cancún, México, para decir que Grace fue la que mató a la Sra Bean si dice una palabra a la policía. Las chicas entonces ocultan el cadáver en un congelador, sin saber que Pete las está siguiendo.
La decana Munsch está en la cama con Chad después de tener sexo, y ella explica que lo chantajeó para tener relaciones sexuales con ella para las aprobaciones académicas y confiesa que su marido la dejó. Chad dice que está enamorado de ella, pero ella lo echa de la habitación, y éste le dice que la llamará luego.
Gracie más tarde le confiesa a Pete lo que Chanel hizo, pero Pete ya admite que las vio tomar el cuerpo y que él es el reportero del periódico de la escuela The Sentinel. Grace ofrece ser sus ojos y oídos dentro de la casa para que puedan destruir a Chanel y exponer lo que hizo. Luego van al congelador para examinar el cuerpo, sin embargo Chanel y su novio Chad Radwell llegan y descubren que el cuerpo no se encuentra.
Los Chanels están teniendo un juramento de sangre que prometen no decir lo que vieron antes, pero Chanel #2 dice que no puede permanecer en silencio y se va a su cuarto a empacar sus cosas y salir de la universidad, pero es interrumpida por Red Devil y se convierte en la primera víctima, la apuñala en el hombro y la cabeza. Chanel #2 muere al enviar un tuit en su computadora después de que ella fue apuñalada en la cabeza. Después de que las otras Chanels descubren el cuerpo, deciden mantener el cuerpo en esa habitación hasta que sepan qué hacer con él.
La "Semana de Infierno" en la casa Kappa comienza, una semana, donde las nuevas demostrarán que son Kappas dignas mediante la presentación de sí mismas en terribles tareas realizadas por las Chanels. Antes de su primera tarea, Chanel y Grace deciden ir a tomar un café para hacer las paces entre ellas, pero nada se resuelve. Mientras tanto, Chanel #3 y Chanel #5 entierran a las nuevas hasta la cabeza en el jardín de la casa y las dejan solas para que puedan pasar la noche enterradas, pero mientras que Chanel #3 y #5 se hayan ido, Tiffany consigue ser decapitada por el Red Diablo con una cortadora de césped, dejando las otras chicas gritando horrorizadas.

## Muertes
- Sophia - desangrada al dar a luz.
- Sra. Agatha Bean - desfigurada por ser  introducida en una freidora.
- Chanel #2 - apuñalada en el hombro y la cabeza.
- Tiffany «Taylor Swift Sorda» DeSalle - decapitada por una cortadora de césped.

## Producción
La serie fue creada por Ryan Murphy, Brad Falchuk e Ian Brennan, quien también cocreó Glee y American Horror Story. Los productores ejecutivos de la serie son Murphy, Falchuk, Brennan, y Dante Di Loreto. La serie se estrenó el 22 de septiembre de 2015 en Estados Unidos, y un día después lo hizo en Latinoamérica. Emma Roberts y Jamie Lee Curtis fueron las primeras en ser confirmadas para la serie, siendo las protagonistas de la misma. La grabación de la serie comenzó el 12 de marzo de 2015 con locaciones en Nueva Orleans, Luisiana,

## Recepción
Este episodio fue visto en vivo por 4.04 millones de espectadores estadounidenses. Junto con Hell Week, Pilot recibió críticas mixtas de los críticos. Terri Schwartz del IGN afirmó que "Ryan Murphy ha trabajado con su magia de TV de nuevo con un asesino en Scream Queens. A partir de la actuación desde el vestuario hasta la escritura, todo lo relacionado con este concepto y ejecución de obras. Scream queens es tan divertido y consciente de sí mismo ya que tiene que ser para no aburrir al público, sino que también ofrece el suficiente misterio e intriga para mantener incluso el mayor escéptico entretenido ", dando al episodio una puntuación de 9.7 sobre 10. Melissa Maerz de Entertainment Weekley pensaban que" Scream Queens es errónea , pero vale la pena mirar, simplemente porque no hay nada fácil en ello. La brutalidad ocasional sólo toma tanto trabajo para pensar en como lo hace ver. " En una crítica negativa, Ben Travers de Indiewire dio el estreno de dos horas un C + y añadió, "Scream Queens tendrá suerte si sobrevive su primera temporada. Murphy puede no ser capaz de notar la diferencia, pero las audiencias de televisión modernos saben cómo detectar una falsificación." Los críticos elogiaron la actuación de Jamie Lee Curtis. De AV Club de LaToya Ferguson dijo que "es capaz de tomar esa naturaleza mezquina y la oscuridad y aprovechar su poder a la perfección", y le dio al episodio una C. Spencer Kornhaber desde el Atlántico pensó que los espectáculos es "-horrible mal , en lugar de terrible, bueno ".